# Kräftfiske

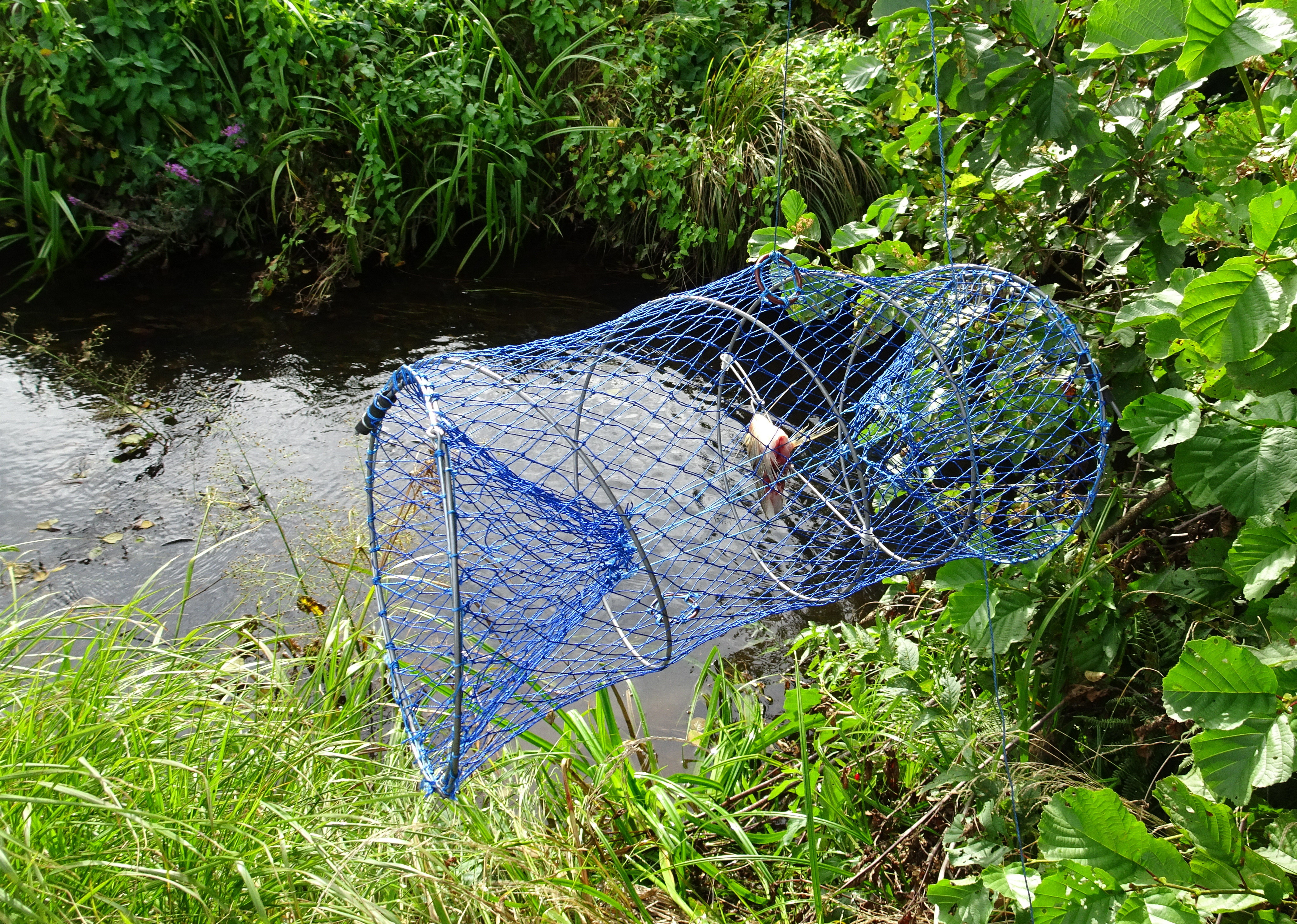
Kräftmjärden sänks i en å i Småland.

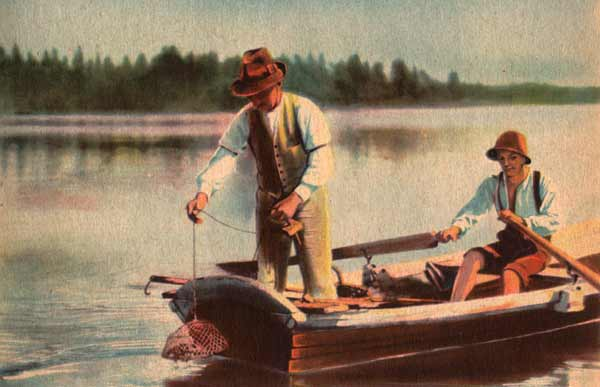
En kräftbur vittjas i en sjö på nordsmåländska höglandet på 1930-talet.

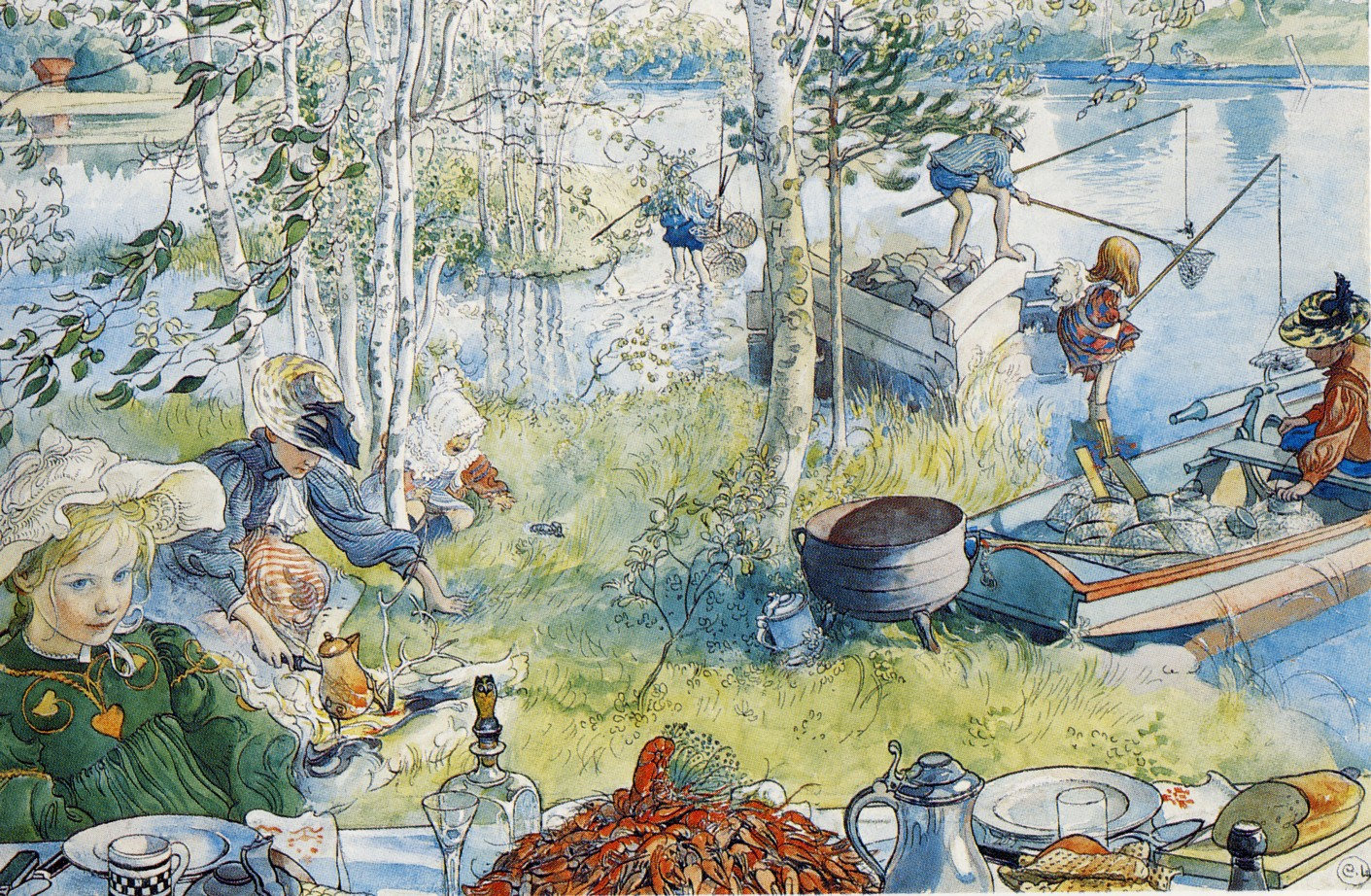
Carl Larsson, kräftfångst 1897.
Flickan som står i vattnet till höger vittjar en kräfthåv och i båten ligger kräftburar.

Kräftfiske bedrivs professionellt såväl som på hobbynivå i stora delar av världen, både i saltvatten och sötvatten.

## Kräftfiske i Sverige
Kräftfisket i insjöar i augusti, före kräftans lektid, har varit en svensk lantlig tradition (följt av kräftskiva). I de delar av landet där den nordamerikanska signalkräftan satts ut, har flodkräftan utrotats på grund av att signalkräftan kan vara bärare av kräftpest. Även smittade redskap och båtar har bidragit till kräftpestens spridning. Kräftor är nattaktiva och fångsten blir störst nattetid.
De vanligaste fångstredskapet är mjärde som agnas med fisk så som mört, braxen & all annan vit fisk. Kräftan lever huvudsakligen på växter och att beta med exempelvis brännässlor eller potatis har visat sig fungera också. Mjärden sänks ned i vattnet kvällstid från en roddbåt eller från land i en å och vittjas ett par timmar senare. Ibland vittjas de två gånger per natt, första gången tidig natt och andra gången tidig morgon. Andra redskap som kan användas är agnade kräfthåvar och kräftburar. Det går att driva in kräftor i fällor med ficklampa, men detta anses oetiskt av många kräftfiskare.

### Kräftfiskepremiär
Före år 1994 var det reglerat i Fiskeriförodningen när kräftpremiären skulle starta och det var efter första onsdagen i augusti. Ytterligare ett datum som brukar förekomma i diskussionen är andra onsdagen i augusti. Före 1982 gällde fiskeförbudet istället fram till 7 augusti kl. 17:00 och det finns de som fortfarande anser 8 augusti vara det riktiga kräftpremiärsdatumet. I dag måste man vara yrkesfiskare eller ha eget fiskevatten för att få fiska kräftor. Undantaget är Vättern där kräftor får fiskas i allmänt vatten.

### Hantering och kokning
Efter fångsten skall kräftorna hållas vid liv och hälsa fram till kokningen. Det görs lämpligast i en sump med god vattenomsättning och skydd mot solljus. De bör svältas i minst ett dygn så att tarmen töms. Vattnet smaksätts under uppkokning enligt i Sverige vanliga recept med krondill, salt, någon dl öl och ett par sockerbitar. Mängden beror på antal kräftor per kok. Dillen kan återanvändas för flera kok. Kräftorna avlivas genom att man släpper ned dem i kokvattnet med huvudet före. För att bespara dem eventuella plågor bör vattnet hållas aggressivt kokande ända tills alla kräftor ligger i vattnet. Av samma anledning bör man inte tillsätta för många kräftor till kokningen på en gång, eftersom vattentemperaturen då hastigt sjunker. Kräftorna avnjutas sedan under festliga former: kräftskivan.